# Hammam Righa (station thermale)
 (novembre 2016).
Hammam Righa est une station thermale située dans la commune de Hammam Righa, dans la wilaya de Aïn Defla, découverte en 44 av. J.-C.

## Situation
La station thermale de Hammam Righa est située dans la commune de Hammam Righa, dans la wilaya d'Aïn Defla, à 90 km au sud-est de la ville d'Alger.

## Historique
STATION THERMO-MINÉRALE D'HAMMAM-R'IGHA
Climat - Altitude - Forêt de pins - Sources thermo-minérales Indications thérapeutiques . 

Hammam-Righa est, sans contredit, une des très rares stations sanitaires sinon la seule - qui aient la bonne fortune de posséder simultanément:
1. Un climat absolument idéal, surtout pendant la saison hivernale; bien que, durant l'été, la température ne s'y élève qu'exceptionnellement au-dessus de 30 à 33°
02- Une de ces luxuriantes foréts de pins qui ont fait la fortune d'Arcachon, et dont l'inappréciable avantage est de briser les vents pernicieux qui parfois soufflent avec tant de violence dans les parages méditerranéens ; en même temps que les émanations balsamiques qui se dégagent constamment de ces arbres exercent sur les poumons, en se mélangeant à l'air respiré, la plus salutaire influence.
03- La proximité relative de la mer, laquelle est éloignée du village de 50 kilomètres environ. Allons à la mer le plus souvent que nous pourrons.
L'aphorisme qui peut être vrai, appliqué à une certaine catégorie de malades,cesse de l'être s'il s'agit, par exemple, de phtisiques éréthiques à tempérament nerveux primordial ou acquis, et il convient que ces derniers soient envoyés à une certaine distance de la côte. Or, par une providentielle coïncidence, Hammam-Righa unit aux avantages de l'atmosphère maritime, qui lui apporte matin et soir sa fraicheur et sa force et ne lui arrive qu'après avoir perdu, en raison même de son éloignement, l'excès de son énergie d'action, ceux de cet air sylvestre doux, pur, balsamique et éminemment sédatif, que je signalais tout à l'heure.
04 -Une altitude de plus de 720 mètres.
05- Enfin des eaux thermo-minérales souveraines dans le traitement d'une foule de maladie, Et quand on songe que tous ces éléments thérapeutiques se trouvent réunis en un site ravissant situé à moins de 4 heures de la si suggestive capitale de l'Algérie et de (en comptant les arrêts à Alger), on ne peut se défendre de rester surpris de la prodigalité avec laquelle la nature semble s'être complue à répandre toutes ses faveurs sur cette délicieuse oasis, éloignée de tout désert.
En 1883, le directeur des eaux minérales de la station est George-Henry BRANDT, docteur en médecine né à Ponta-Delgada en 1829, qui est également médecin consultant à l'établissement thermal de Royat-les-Bains (Auvergne) de 1879 à 1911.

## Caractéristiques et infrastructures
Caractéristiques de la source[réf. nécessaire] :
- température de l'eau : entre 44° et 68° ;
- eaux salines, sulfatées calciques.